# Melissa Stylianou
Melissa Stylianou (* 30. September 1976 in Toronto) ist eine kanadische Jazzmusikerin (Gesang, Liedtexterin).

## Leben und Wirken
Stylianou, die irische und griechisch-zypriotische Wurzeln hat, studierte von 1995 bis 1998 Schauspiel an der Ryerson Theatre School in Toronto. Im Alter von 21 Jahren, gegen Ende ihres Schauspielstudiums, wurde sie gebeten, mit der Big Band eines Freundes im Jazzclub Rex Hotel zu singen; seit diesem Abend widmete sie sich vorrangig dem Jazzgesang. Nach privatem Gesangsunterricht bei Carol Welsman studierte sie zwischen 2000 und 2002 Arrangieren und Theorie an der Shelly Berger School of Music und nahm 2003 und 2004 an den internationalen Jazz-Workshops des Banff Centre for the Arts unter Leitung von Dave Douglas teil.
1999 legte Stylianou ihr Debütalbum It Never Entered My Mind vor, dem fünf weitere Alben unter eigenem Namen folgten. Mit ihrer Band trat sie auf dem Toronto Jazz Festival, dem Festival International de Jazz de Montréal, dem Atlantic Jazz Festival in Halifax und dem Brandon Jazz Festival in Manitoba auf. 2005 zog sie nach New York City, wo sie bei Theo Bleckmann, Garry Dial, Tom Schilling und Jeannette LoVetri privaten Unterricht nahm und mit Musikern wie Ben Monder, Chris Lightcap, Matt Wilson, Cameron Brown, John Hart, Steve Cardenas und Rodney Green arbeitete. Weiterhin war sie als Solistin an Hayes Greenfields Music for a Green Planet und Gregg Bendians Mahavishnu Project beteiligt (zwei Alben). Von 2001 bis 2006 war sie außerdem die Sängerin der kanadischen Spitfire Band und in der kanadischen Kindersendung Foursquare auf Treehouse TV zu erleben.
2015 bildete sie mit Amy Cervini und Hilary Gardner das von den Boswell Sisters inspirierte Vokal-Trio Duchess, das vier Alben veröffentlichte und von der Jazz Journalists Association mit dem Vocal Group of the Year Award 2021 & 2022 ausgezeichnet wurde. Gemeinsam mit dem Gitarristen Gene Bertoncini und dem Bassisten Ike Sturm spielte sie das Album Dream Dancing (2022) ein, das im Magazin Down Beat eine hervorragende Bewertung (mit fünf Sternen) erhielt.